# Gavray
Gavray is een plaats en voormalige gemeente in het Franse departement Manche in de regio Normandië en telt 145 inwoners (1999). De plaats maakt deel uit van het arrondissement Coutances.

## Geschiedenis
Gavray was de hoofdplaats van het gelijknamige kanton totdat dit op 22 maart 2015 werd opgeheven en opging in het kanton Quettreville-sur-Sienne. De plaats maakt deel uit van het arrondissement Coutances en na een fusie met Le Mesnil-Amand, Le Mesnil-Rogues en Sourdeval-les-Bois op 1 januari 2019 van de commune nouvelle Gavray-sur-Sienne.

## Geografie
De oppervlakte van Gavray bedraagt 20,7 km², de bevolkingsdichtheid is 71,5 inwoners per km².
De onderstaande kaart toont de ligging van Gavray met de belangrijkste infrastructuur en aangrenzende gemeenten.

## Demografie
Onderstaande figuur toont het verloop van het inwonertal (bron: INSEE-tellingen).

Gavray · Le Mesnil-Amand · Le Mesnil-Rogues · Sourdeval-les-Bois